# Дрезденская монетная конвенция
Дрезденская монетная конвенция (нем. Dresdner Münzvertrag) была подписана 30 июля 1838 года рядом государств Германского таможенного союза с целью унификации своих денежных систем. Действовала до 1857 года, когда была подписана новая Венская (Немецкая) монетная конвенция. Основной денежной единицей союза стал двойной талер, равный по стоимости двум прусским талерам.

## Создание
Главным государством нового монетного союза являлась Пруссия, чьей основной денежной единицей был талер. В 1821 году в Пруссии законодательно была принята монетная стопа, согласно которой из 1 кёльнской марки (233,855 г) чистого серебра чеканилось 14 талеров. За год до принятия Дрезденской монетной конвенции, 25 августа 1837 года, южногерманскими государствами был подписан Мюнхенский монетный договор, в соответствии с которым был создан Южно-Германский монетный союз с единой монетной стопой: 24,5 гульдена из кёльнской марки. Учитывая необходимость унификации денежных систем, согласно подписанному в Дрездене договору, была принята следующая монетная стопа: 7 двойных талеров (нем. Doppeltaler) из марки. Таким образом, новая денежная единица стала эквивалентной двум прусским талерам и 3,5 гульденам Южно-Германского монетного союза. В народе двойной талер (37,12 г серебра 900 пробы) получил название «шампанского талера» (нем. Champagnertaler), так как за него можно было купить бутылку шампанского.
Во время переговоров о принятии конвенции Саксония предложила перейти на десятичную денежную систему. Предложение принято не было из-за противодействия Пруссии. 1 талер был равным 30 грошам. В ряде стран, к примеру в Саксен-Кобург-Готе и Саксонии, грош состоял из 10 пфеннигов, в то время как в других, например в Пруссии, из 12, что создавало целый ряд неудобств.
Таким образом, с созданием нового монетного союза вместо локального многообразия на большей части немецких земель появились две единые денежные системы. Однако ряд государств отказались от унификации конвенции. В частности, член германского таможенного союза Люксембург не принял участия в дрезденском соглашении. Кроме того, Гамбург, Бремен, Любек и Шлезвиг-Гольштейн на севере Германии не входили в таможенный союз и, соответственно, не присоединились к договору. Денежные системы двух южных государств германского союза — Лихтенштейна и Австрийской империи — также отличались от Южно-Германской и Дрезденской.

## Предпосылки подписания Венской монетной конвенции
После революции 1848—1849 годов в Пруссии, её позиция была значительно ослаблена. На этом фоне Австрия стала требовать полноценного участия в германском таможенном союзе, что ещё более ослабило бы позиции Пруссии. В 1854 году был подписан компромиссный договор, согласно которому предполагалось создание общей монетной системы между Австрией и германским таможенным союзом. В ходе переговоров представители Австрии настаивали на введении золотого стандарта. Это предложение было категорически отвергнуто большинством германских государств, так как ослабляло их местную валюту. Для Пруссии, чей талер был основной денежной единицей таможенного союза, введение золотого стандарта было крайне невыгодным.
В результате в 1857 году была подписана венская монетная конвенция, которая унифицировала валюты стран Южно-Германского монетного союза, стран-участниц Дрезденской конвенции и Австрией. При этом монеты государств, подписавших Мюнхенский монетный договор, оставались неизменными, а тех, что вошли в Дрезденскую конвенцию, — подлежали ряду изменений.

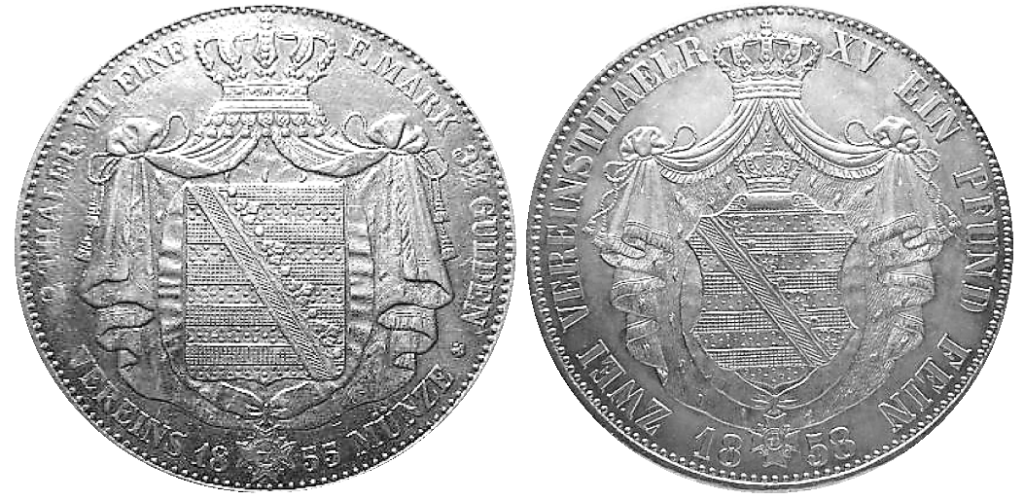
Реверсы саксонских союзных монет в 2 талера согласно Дрезденской (слева) и Венской (справа) монетным конвенциям